# Tank Abbott
David Lee Abbott, detto Tank (Huntington Beach, 26 aprile 1965), è un artista marziale misto ed ex wrestler statunitense.

## Carriera
Debutta nelle arti marziali miste il 14 luglio 1995, vincendo un incontro con John Matua a UFC 6. È stato tra i protagonisti dei primi eventi della Ultimate Fighting Championship e al giorno d'oggi ha un record di 8 vittorie e 10 sconfitte in questa promotion. Nonostante non abbia mai ottenuto lo UFC Heavyweight Championship, è diventato molto popolare, anche grazie al suo stile di lotta. Il 16 ottobre 1998 ha lottato un match contro Pedro Rizzo, in cui venne sconfitto e che per cinque anni rimarrà il suo ultimo match nelle MMA.
Nel 1999, infatti, tenta la fortuna nel wrestling, firmando per la World Championship Wrestling (WCW). Venne presentato come avversario di Bill Goldberg, anche se il feud tra loro non decollò e Abbott fu utilizzato molto come comedy character. Il suo più grande successo nel wrestling professionistico ci fu nel momento in cui iniziò a fare coppia con Rick Steiner, fratello di Scott, con cui ebbero un feud. Nel 2001 abbandonò questo mondo per tornare nelle arti marziali miste.
Il suo primo match dopo il ritorno fu il 28 febbraio 2003, contro Frank Mir, in cui venne sconfitto per sottomissione al primo round.

## Risultati nelle arti marziali miste
| Risultato | Record | Avversario       | Metodo                               | Evento                                          | Data              | Round | Tempo | Città                      | Note                                            |
| --------- | ------ | ---------------- | ------------------------------------ | ----------------------------------------------- | ----------------- | ----- | ----- | -------------------------- | ----------------------------------------------- |
| Sconfitta | 10-15  | Ruben Villareal  | KO Tecnico (pugni)                   | KOTC: Fighting Legends                          | 13 aprile 2013    | 2     | 2:06  | Oroville, Stati Uniti      |                                                 |
| Vittoria  | 10–14  | Mike Bourke      | KO (pugno)                           | War Gods/Ken Shamrock: Valentine's Eve Massacre | 13 febbraio 2009  | 1     | 0:29  | Fresno, Stati Uniti        |                                                 |
| Sconfitta | 9–14   | Kimbo Slice      | KO (pugni)                           | EliteXC: Street Certified                       | 16 febbraio 2008  | 1     | 0:43  | Miami, Stati Uniti         |                                                 |
| Sconfitta | 9–13   | Gary Turner      | KO Tecnico (pugni)                   | Cage Rage 21: Judgement Day                     | 21 aprile 2007    | 1     | 2:27  | Londra, Regno Unito        |                                                 |
| Sconfitta | 9–12   | Paul Buentello   | KO (pugno)                           | Strikeforce: Tank vs. Buentello                 | 7 ottobre 2006    | 1     | 0:43  | Fresno, Stati Uniti        |                                                 |
| Sconfitta | 9–11   | Hidehiko Yoshida | Sottomissione (single wing choke)    | Pride Final Conflict 2005                       | 28 agosto 2005    | 1     | 7:40  | Saitama, Giappone          |                                                 |
| Vittoria  | 9–10   | Wesley Correira  | KO (pugno)                           | Rumble on the Rock 7                            | 5 maggio 2005     | 1     | 1:23  | Honolulu, Stati Uniti      |                                                 |
| Sconfitta | 8–10   | Wesley Correira  | KO Tecnico (ferita)                  | UFC 45: Revolution                              | 21 novembre 2003  | 1     | 2:14  | Uncasville, Stati Uniti    |                                                 |
| Sconfitta | 8–9    | Kimo Leopoldo    | Sottomissione (triangolo di braccio) | UFC 43: Meltdown                                | 6 giugno 2003     | 1     | 1:59  | Las Vegas, Stati Uniti     |                                                 |
| Sconfitta | 8–8    | Frank Mir        | Sottomissione (toe hold)             | UFC 41: Onslaught                               | 28 febbraio 2003  | 1     | 0:46  | Atlantic City, Stati Uniti |                                                 |
| Sconfitta | 8–7    | Pedro Rizzo      | KO (pugno)                           | UFC Brazil: Ultimate Brazil                     | 16 ottobre 1998   | 1     | 8:07  | San Paolo, Brasile         |                                                 |
| Vittoria  | 8–6    | Hugo Duarte      | KO Tecnico (pugni)                   | UFC 17: Redemption                              | 15 maggio 1998    | 1     | 0:43  | Mobile, Stati Uniti        |                                                 |
| Vittoria  | 7–6    | Yoji Anjo        | Decisione                            | UFC Japan: Ultimate Japan                       | 21 dicembre 1997  | 1     | 15:00 | Yokohama, Giappone         | Torneo UFC Japan, Semifinale                    |
| Sconfitta | 6–6    | Maurice Smith    | KO Tecnico (Sottomissione ai colpi)  | UFC 15: Collision Course                        | 17 ottobre 1997   | 1     | 8:08  | Bay St. Louis, Stati Uniti | Per il titolo dei Pesi Massimi UFC              |
| Sconfitta | 6–5    | Vítor Belfort    | KO Tecnico (Sottomissione ai pugni)  | UFC 13: Ultimate Force                          | 30 maggio 1997    | 1     | 0:52  | Augusta, Stati Uniti       |                                                 |
| Sconfitta | 6–4    | Don Frye         | Sottomissione (rear naked choke)     | Ultimate Ultimate 1996                          | 12 dicembre 1996  | 1     | 1:22  | Birmingham, Stati Uniti    | Torneo Ultimate Ultimate 1996, Finale           |
| Vittoria  | 6–3    | Steve Nelmark    | KO                                   | Ultimate Ultimate 1996                          | 12 dicembre 1996  | 1     | 1:03  | Birmingham, Stati Uniti    | Torneo Ultimate Ultimate 1996, Semifinale       |
| Vittoria  | 5–3    | Cal Worsham      | KO Tecnico (Sottomissione ai pugni)  | Ultimate Ultimate 1996                          | 12 dicembre 1996  | 1     | 2:51  | Birmingham, Stati Uniti    | Torneo Ultimate Ultimate 1996, Quarti di finale |
| Sconfitta | 4–3    | Scott Ferrozzo   | Decisione (unanime)                  | UFC 11: The Proving Ground                      | 20 settembre 1996 | 1     | 15:00 | Augusta, Stati Uniti       | Torneo UFC 11, Semifinale                       |
| Vittoria  | 4–2    | Sam Adkins       | Sottomissione (forearm choke)        | UFC 11: The Proving Ground                      | 20 settembre 1996 | 1     | 2:06  | Augusta, Stati Uniti       | Torneo UFC 11, Quarti di finale                 |
| Sconfitta | 3–2    | Dan Severn       | Decisione (unanime)                  | Ultimate Ultimate 1995                          | 16 dicembre 1995  | 1     | 18:00 | Denver, Stati Uniti        | Torneo Ultimate Ultimate 1995, Semifinale       |
| Vittoria  | 3–1    | Steve Jennum     | Sottomissione (neck crank)           | Ultimate Ultimate 1995                          | 16 dicembre 1995  | 1     | 1:14  | Denver, Stati Uniti        | Torneo Ultimate Ultimate 1995, Quarti di finale |
| Sconfitta | 2–1    | Oleg Taktarov    | Sottomissione (rear naked choke)     | UFC 6: Clash of the Titans                      | 14 luglio 1995    | 1     | 17:47 | Casper, Stati Uniti        | Torneo UFC 6, Finale                            |
| Vittoria  | 2–0    | Paul Varelans    | KO Tecnico (pugni)                   | UFC 6: Clash of the Titans                      | 14 luglio 1995    | 1     | 1:53  | Casper, Stati Uniti        | Torneo UFC 6, Semifinale                        |
| Vittoria  | 1–0    | John Matua       | KO (pugni)                           | UFC 6: Clash of the Titans                      | 14 luglio 1995    | 1     | 0:18  | Casper, Stati Uniti        | Torneo UFC 6, Quarti di finale                  |